# Faliszewo
Faliszewo – wieś w Polsce położona w województwie kujawsko-pomorskim, w powiecie radziejowskim, w gminie Bytoń.
W latach 1975–1998 miejscowość położona była w województwie włocławskim.

## Historia
Faliszewo w wieku XIX opisano jako: folwark w powiecie nieszawskim, gminie Bytoń, parafii Witowo.
Własność Wiktora Donimirskiego. Wieś położona przy trakcie od osady Piotrkowa Żydowskiego do osady (miasteczka) Osięcin. Dymów 7, ludności mężczyzn – 57, kobiet – 64, osad – 18, gruntów włościańskich 17 mórg.
Rozległość  folwarku 20 włók, z których około 5 włók bezużytecznych gór wysokich piaszczystych po dawniej wyciętym lesie. Reszta stanowi grunt przeważnie pszenny; posiada obfitość łąk i znaczne pokłady torfu. Attynencyami Faliszewa były Górki alias Rzepki i Spoczynek.